# Porcellio peninsulae
Porcellio peninsulae là một loài chân đều trong họ Porcellionidae. Loài này được Verhoeff miêu tả khoa học năm 1944.